# IONIS School of Technology and Management
La IONIS School of Technology and Management è un'università francese, d'Ingegneria e gestione istituita nel 2009, situata a Ivry-sur-Seine nel campus dell'IONIS Education Group.

## Didattica
La scuola offre 14 MBA in tecnologie dell'informazione, informatica, energia, le biotecnologie e la gestione.